# 6 Gwardyjska Dywizja Kawalerii (ZSRR)
6 Gwardyjska Dywizja Kawalerii (ros. 6-я гвардейская кавалерийская дивизия) – oddział kawalerii Armii Czerwonej utworzony podczas II wojny światowej.
6 Gwardyjska Dywizja Kawalerii została utworzona 25 grudnia 1941 roku. Za chwalebny udział w walkach z armią niemiecką w 1941 roku dywizję nazwano gwardyjską. 6 DKgw razem z 5 Gwardyjską Dywizją Kawalarii i 32 Dywizją Kawalerii wchodziła w skład 3 Gwardyjskiego Korpusu Kawalerii. 6 Gwardyjska Dywizja Kawalerii brała udział m.in. w walkach o Lidę i Olsztyn.
Szlak bojowy 6 Gwardyjskiej Dywizji Kawalerii wraz z 3 KKgw prowadził z Rosji przez Białoruś, Prusy Wschodnie i ziemie polskie aż do Niemiec.

## Dowództwo dywizji
dowódcy:
- płk Anatolij Biełogorski (1941-1943)
- płk Paweł Brikiel[3] (1943-1946)[6]

szefowie sztabu:
- płk Leonid Artiemiew
- ppłk Iwan Szigoliew[6]

## Struktura organizacyjna
- 18 Gwardyjski Pułk Kawalerii (do 20.03.1943)
- 23 Gwardyjski Pułk Kawalerii
- 25 Gwardyjski Pułk Kawalerii
- 28 Gwardyjski Pułk Kawalerii
- 198 Pułk Pancerny (od 18.08.1943)[5]